# Есте
За италианската знатна фамилия вижте Есте (фамилия), а за реката в Германия вижте Есте (река).
Ѐсте (на италиански: Este) е град и община в Североизточна Италия.

## География
Град Есте се намира в провинция Падуа на област (регион) Венето. Разположен е в подножието на хълма Коли Еуганеи. Намира се на 32 km от провинциалния център Падуа и на 24 km от град Ровиго. Население 16 877 жители към 2008 г.

## История
Първите сведения за Есте датират от времето на Желязната епоха когато е бил важно населено място на венетите. През 2 век пр.н.е. става римска колония. След като е бил разрушен от варварски нашествия през 1056 г. маркиз Алберто Ацо II д'Есте построява замък, който нарича на себе си и на неговата знатна за времето си фамилия от град Ферара.

## Архитектура
В град Есте има много сгради със забележителна историческа и художествена стойност. Запазени са средновековни архитектурни сгради от XIII-XV век.

## Архитектурни забележителности
- Замъкът „Маркионале“
- Катедралата „Санта Текла“
- Сградата на общината
- Часовниковата кула „Порта Векия“
- Църквата „Дела Беата Верджине дела Салуте“
- Националният музей на град Есте
- Църквата „Сан Мартино“
- Крепостта „Понте ди Торе“
- Площад „Скалиджери“

## Икономика
Есте е жп гара на линията от Леняго до Падуа. Основните отрасли в икономиката му са земеделието и занаятите.

## Спорт
Представителният футболен отбор на града има аматьорски статут и се казва АК Есте.

## Личности
Родени
- Гаетано Калидо (1727 – 1813), органист

## Побратимени градове
- Бад Виндсхайм, Германия
- Витлеем, Палестина
- Риека, Хърватска